# Trappola in alto mare
Trappola in alto mare (Under Siege) è un film del 1992, diretto da Andrew Davis e interpretato da Steven Seagal, Gary Busey, Erika Eleniak e Tommy Lee Jones.

## Trama
La corazzata USS Missouri è giunta al termine del suo servizio attivo e sta rientrando negli Stati Uniti per essere radiata; la nave è comandata dal capitano Adams, assistito dal comandante Krill, un ufficiale irritante e molto autoritario che si è fatto nemico praticamente tutto l'equipaggio; tra coloro che non nascondono l'avversione per Krill c'è il sottufficiale Casey Ryback, assegnato come cuoco per la festa di congedo.
Durante la navigazione, un elicottero atterra sulla nave senza l'approvazione del capitano, che rimprovera duramente Krill per aver autorizzato l'arrivo senza informarlo; Krill si giustifica rivelando che il velivolo contiene un complesso e un gruppo di camerieri, inviati da un superiore del capitano allo scopo di organizzare una festa di congedo per la nave; il capitano si tranquillizza e dà il suo benestare. I marinai fuori servizio vengono invitati alla festa, mentre quelli di turno ricevono cibo e bevande sui ponti dove lavorano; Krill ordina che anche gli addetti alla cucina si uniscano agli altri, ma Ryback protesta affermando che i pasti della nave sono sua responsabilità e non si allontanerà; i due vengono alle mani e Ryback rompe il naso a Krill con estrema facilità, ma ora il comandante ha una scusa per farlo arrestare dai marines a bordo; Ryback viene sbattuto nella dispensa e chiuso dentro la cella frigorifera.
Intanto la festa prosegue, ma all'improvviso il leader del complesso ordina a musicisti e camerieri di tirare fuori le armi che nascondevano; alcuni marinai tentano una reazione e vengono uccisi; gli altri vengono rinchiusi in un locale ampio, seguiti dai colleghi in servizio; Krill, complice del commando, va dal capitano e lo uccide per prendere i codici degli armamenti. Dalla dispensa Ryback ha sentito i colpi d'arma e chiede al marine di guardia di controllare, ma questi ottiene come risposta una scusa e si convince; in seguito, Krill manda due commando a uccidere Ryback, ma il cuoco riesce a liberarsi e si sbarazza dei due con facilità. Poi prepara una trappola con una granata nel forno, toglie la corrente, prende le armi dei morti e si allontana.
Il commando viene raggiunto da altri uomini che allestiscono una sala di controllo con apparecchiature mobili; quando la nave viene contattata per giustificare le anomalie della rotta, arriva un caccia F-18 Hornet ad indagare e viene abbattuto. Ryback intanto vaga per la Missouri e trova una ragazza nascosta nella torta; è Jordan Tate, un'attrice sconosciuta ed ex playmate, ingaggiata per saltar fuori dalla torta e fare uno spogliarello; la ragazza si è sentita male durante il viaggio ed ha assunto qualche farmaco che le è stato dato (probabilmente il tutto è stato provocato ad arte); Ryback vorrebbe rinchiuderla in una cabina, ma Jordan strilla e fa rumore disperatamente, per cui il sottufficiale è costretto a portarsela dietro.
Intanto al Pentagono si riunisce lo Stato Maggiore Riunito presieduto dall'ammiraglio Bates, insieme ad alcuni ufficiali del governo e al direttore della CIA Tom Breaker; il commando ha chiamato dalla nave, e Breaker riconosce William Strannix, un ex agente che aveva costituito una sorta di esercito privato con cui svolgeva operazioni segrete per conto dell'agenzia; Breaker però lo giudicava inaffidabile e incontrollabile, così ha mandato due killer per liquidarlo, ma Strannix li ha uccisi e ha deciso di vendicarsi; l'uomo vaneggia di cose prive di senso, provocando le risate soffocate dei suoi; in realtà Strannix è perfettamente sano ed ha un obiettivo preciso in mente. Per dimostrare che controlla la nave, egli lancia un missile che colpisce una stazione di sorveglianza alle Hawaii, accecando così i militari. Intanto Ryback raggiunge una scialuppa e collega una radio satellitare per chiamare Washington.
Non ricevendo risposta dalla cucina, Strannix e Krill vanno a vedere di persona e scoprono l'operato di Ryback; Strannix intuisce all'ultimo la trappola, ma due dei suoi la fanno scattare e muoiono; l'ex agente capisce che c'è la mano di un professionista e se la prende con Krill, che doveva esaminare lo schedario dell'equipaggio per individuare i possibili pericoli; Krill ribatte che Ryback è solo un cuoco, ma va ad indagare. Intanto il Pentagono invia due squadre d'assalto per tentare di riprendere la nave, ma gli elicotteri sono abbattuti dal sottomarino che ha raggiunto la Missouri; sono i restanti soci di Strannix, venuti a scaricare i missili Tomahawk rimasti a bordo (gran parte delle munizioni è stata lasciata alle Hawaii); l'obiettivo è rivenderli al mercato nero. Intanto Ryback raggiunge il Pentagono e parla con l'ammiraglio Bates raccontando tutto; alcuni, come Breaker, non si fidano troppo, ma il comandante Garcia si ricorda il nome di Ryback e garantisce per lui; contemporaneamente Krill riferisce a Strannix che la scheda di Ryback era stata volutamente trattenuta dal capitano Adams, per un motivo ben preciso: Casey Ryback era un ufficiale dei Navy SEAL, esperto in guerriglia, arti marziali ed esplosivi; la sua carriera in ascesa si interruppe quando la sua squadra cadde in un'imboscata durante l'intervento americano a Panama contro il governo di Noriega, per colpa di un errore dell'intelligence; al ritorno Ryback picchiò un superiore, venne degradato e perse la licenza; a causa di ciò non poteva ricoprire nessuna mansione, tranne quelle di cappellano e cuoco; il capitano Adams lo aveva preso a bordo per farlo arrivare ai 20 anni di servizio minimi necessari per ottenere la pensione.
Ryback continua a muoversi con Jordan ed elimina altri uomini di Strannix, poi vede il sottomarino e costruisce una bomba improvvisata usando alcune munizioni da cannone; con quella fa esplodere la barra di un timone, ma viene scoperto e ferito, e Jordan uccide un terrorista salvandolo; poi lo medica meglio che può, dopodiché i due fanno uscire da una cabina i colleghi di Ryback nella cucina e altri. Per stanare Ryback, Krill minaccia di annegare l'equipaggio sfruttando il sistema antincendio e mostra le immagini per adescare il SEAL; nel frattempo l'equipaggio del sottomarino sta riparando la barra per poter manovrare; aiutato dai marinai liberati, Ryback raggiunge le valvole dell'acqua e chiude le condotte, poi fa mettere fuori uso l'impianto elettrico per bloccare Strannix e infine si fa aiutare da un artigliere veterano per colpire il sottomarino con i cannoni, mirando manualmente; nell'esplosione muore anche Krill che era salito a bordo. Strannix, furioso per aver fallito tutti gli obiettivi, ordina a tutti i suoi di abbandonare la Missouri e lancia 2 Tomahawk contro le coste hawaiane per vendetta; l'aviazione intercetta un missile, ma manca l'altro; Ryback va nella plancia e lo riconosce; tutti e due erano tra coloro che risolvevano per conto dei pezzi grossi problemi creati da quegli stessi pezzi grossi, tanto che Strannix si è stancato e ha deciso di mettersi in proprio; Ryback lo affronta e lo uccide, ma l'agente CIA ha sabotato la console che gestiva il controllo automatico dei missili, quindi Ryback è costretto ad inserire i codici manualmente facendoseli leggere dal Pentagono.
Qualche istante prima che il 2° Tomahawk colpisca l'obiettivo, giunge il codice e parte l'autodistruzione; sulla plancia della Missouri e al Pentagono i militari fanno festa, mentre il direttore Breaker è meno contento perché sperava di scaricare la colpa sul cuoco SEAL in caso di catastrofe; finita l'euforia generale i marinai liberano il resto dell'equipaggio; Ryback si fa controllare le ferite mentre la nave torna alla normalità e riparte verso gli Stati Uniti, dove all'arrivo viene esposta la bara del capitano Adams con tutto l'equipaggio sull'attenti.

## Produzione
Le riprese del film si svolsero dal 2 marzo 1992 al 19 maggio 1992.
La USS Missouri usata nel film è in realtà la USS Alabama, ormeggiata al museo navale di Mobile (Alabama).
Per dare l'illusione che la nave fosse nel bel mezzo dell'Oceano Pacifico, quando in realtà era ormeggiata in una baia, la produzione ha costruito una chiatta lunga 30 metri dotata di  un'intelaiatura alta 18 metri a sostegno di un gigantesco telo nero che veniva spostato intorno alla nave per coprire gli edifici e le luci della città.

## Accoglienza

### Critica
Il film è il maggior successo di Steven Seagal. Sul sito Rotten Tomatoes ha una valutazione del 76% di recensioni professionali positive. Sono state particolarmente apprezzate le performance di Tommy Lee Jones e Gary Busey nel ruolo di antagonisti.

### Incassi
Il film ha esordito al primo posto del botteghino statunitense, incassando 15 milioni di dollari durante la prima settimana nei cinema. In totale ha registrato un incasso globale di oltre 156 milioni di dollari.

## Curiosità
- Una volta terminate le riprese del film, Tommy Lee Jones ha fatto sapere che in futuro non avrebbe mai più recitato a fianco di Steven Seagal, dichiarando: "non è facile dividere il set con incapacità e superbia".
- In Giappone il film si chiama Chinmoku no sentai, in onore del manga Chinmoku no kantai (沈黙の艦隊? lett. "La flotta del silenzio") di Kaiji Kawaguchi. Molti Giapponesi sostengono che il film sia effettivamente ispirato al manga.

## Sequel
Nel 1995 verrà pubblicato un seguito intitolato Trappola sulle Montagne Rocciose, diretto da Geoff Murphy, sempre con Steven Seagal protagonista.